# Contea di Marion (Florida)
La contea di Marion (in inglese Marion County) è una contea della Florida, negli Stati Uniti. Il suo capoluogo amministrativo è Ocala.

## Geografia fisica
La contea ha un'area di 4307 km² di cui il 5,06% è coperta d'acqua e fa parte dell'Area Statistica Metropolitana di Ocala. Confina con:
- contea di Putnam - nord-est
- contea di Volusia - est
- contea di Lake - sud-est
- contea di Sumter - sud
- contea di Citrus - sud-ovest
- contea di Levy - ovest
- contea di Alachua - nord-ovest

## Storia
La contea fu creata nel 1844 da parti delle contee di contea di Alachua, Orange e Hillsborough. Il nome deriva dal generale Francis Marion della Carolina del Sud, un eroe guerrigliero della rivoluzione americana. I primi coloni vennero tutti dalla Carolina del Sud. Il motto della contea è "The Kingdom of the sun" (Il regno del sole).

## Località

### Città
- Belleview
- Dunnellon
- Ocala

### Towns
- McIntosh
- Reddick

### Census-designated places
- Silver Springs Shores
- The Villages (with Sumter County)

### Aree non incorporate
- Anthony
- Citra
- Early Bird
- Fort McCoy
- Marion Oaks
- Ocklawaha
- Orange Lake
- Orange Springs
- Rainbow Lakes Estates
- Salt Springs
- Summerfield

## Politica
| Anno | Repubblicani | Democratici | Altri |
| ---- | ------------ | ----------- | ----- |
| 2004 | 58,2%        | 41%         | 0,8%  |
| 2000 | 53,6%        | 43,4%       | 3,2%  |
| 1996 | 45,9%        | 41,1%       | 13%   |
| 1992 | 40,7%        | 35,4%       | 23,9% |
| 1988 | 66,4%        | 33,1%       | 0,5%  |